# Hundslund Kirke
Hundslund Kirke er en kirke i byen Hundslund få km nord for Horsens Fjord.
Kirken er opført omkring år 1200 af granitkvadre i romansk stil. I gotisk tid er koret blevet hvælvet, men selve skibet har beholdt sit bjælkeloft.